# PSV Eindhoven
Philips Sport Vereniging (în română Uniunea Sportivă Philips), cunoscut pe larg ca PSV sau PSV Eindhoven, este un club sportiv din Eindhoven, Țările de Jos, cel mai bine cunoscut pentru echipa sa de fotbal care evoluează în Eredivisie, prima ligă fotbalistică a țării, încă de la înființarea competiției, în 1956. Alături de Ajax Amsterdam și Feyenoord Rotterdam, PSV face parte din așa-numitul „Big Three”, grupul celor mai puternice echipe din Eredivisie.
Înființat în 1913, clubul are un palmares impresionant în domeniul fotbalului, câștigând adesea campionatul și cupa Țărilor de Jos, dar și având rezultate notabile în cupele europene, fiind câștigătoare respectiv finalistă a mai multor competiții intercluburi.

## Palmares

### Titluri naționale
| Competiții        | Campioană | Sezoane |
| ----------------- | --------- | --- |
| Eredivisie        | 26        | 1929, 1935, 1951, 1963, 1975, 1976, 1978, 1986, 1987, 1988, 1989, 1991, 1992, 1997, 2000, 2001, 2003, 2005, 2006, 2007, 2008, 2015, 2016, 2018, 2024, 2025 |
| Cupa Olandei      | 11        | 1950, 1974, 1976, 1988, 1989, 1990, 1996, 2005, 2012, 2022, 2023                                                                                           |
| Supercupa Olandei | 15        | 1992, 1996, 1997, 1998, 2000, 2001, 2003, 2008, 2012, 2015, 2016, 2021, 2022, 2023, 2025                                                                   |

- Note:      record
- Referințe:[2][3][4]

### Competiții internaționale
| Competiții             | Campioană | Sezoane | Finalistă | Sezoane |
| ---------------------- | --------- | ------- | --------- | ------- |
| Liga Campionilor UEFA  | 1         | 1988    |           |         |
| Cupa UEFA              | 1         | 1978    |           |         |
| Supercupa Europei      | 0         | 1988    | 1         | 1988    |
| Cupa Intercontinentală | 0         | 1988    | 1         | 1988    |

- Note:[5][6][7][8][9][10][11]

## Lotul actual
La 12 august 2025.
| Nr. |                            | Poziție | Jucător             |
| --- | -------------------------- | ------- | ------------------- |
| 1   | Țările de Jos              | P       | Nick Olij           |
| 3   | Spania                     | F       | Yarek Gasiorowski   |
| 4   | Țările de Jos              | F       | Armando Obispo      |
| 5   | Croația                    | A       | Ivan Perišić        |
| 6   | Țările de Jos              | F       | Ryan Flamingo       |
| 7   | Țările de Jos              | A       | Ruben van Bommel    |
| 8   | Statele Unite ale Americii | F       | Sergiño Dest        |
| 9   | Statele Unite ale Americii | A       | Ricardo Pepi        |
| 11  | Maroc                      | A       | Couhaib Driouech    |
| 14  | Franța                     | A       | Alassane Pléa       |
| 17  | Brazilia                   | F       | Mauro Júnior        |
| 19  | Bosnia și Herțegovina      | A       | Esmir Bajraktarević |

| Nr. |               | Poziție | Jucător                                         |
| --- | ------------- | ------- | ----------------------------------------------- |
| 20  | Țările de Jos | M       | Guus Til                                        |
| 22  | Țările de Jos | M       | Jerdy Schouten                                  |
| 23  | Țările de Jos | M       | Joey Veerman                                    |
| 24  | Țările de Jos | P       | Niek Schiks                                     |
| 25  | Franța        | F       | Kiliann Sildillia                               |
| 26  | Țările de Jos | M       | Isaac Babadi                                    |
| 27  | România       | A       | Dennis Man                                      |
| 28  | Țările de Jos | M       | Tygo Land                                       |
| 32  | Cehia         | P       | Matěj Kovář (împrumutat de la Bayer Leverkusen) |
| 34  | Maroc         | M       | Ismael Saibari                                  |
| 39  | Burkina Faso  | F       | Adamo Nagalo                                    |

## Istoric antrenori
| Nume                | Țara          | Început         | Sfârșit         | Titluri                                                                                          | Note     |
| ------------------- | ------------- | --------------- | --------------- | ------------------------------------------------------------------------------------------------ | -------- |
| Kees Meijnders      | Țările de Jos | iulie 1914      | iunie 1916      | -                                                                                                |          |
| Wout Buitenweg      | Țările de Jos | iulie 1916      | iunie 1921      | -                                                                                                |          |
| Jan Vos             | Țările de Jos | iulie 1921      | iunie 1922      | -                                                                                                |          |
| John Leavy          | Anglia        | iulie 1922      | iunie 1926      | -                                                                                                |          |
| Ben Hoogstede       | Țările de Jos | iulie 1926      | iunie 1927      | -                                                                                                |          |
| Ignaz Klein         | Țările de Jos | iulie 1927      | iunie 1928      | -                                                                                                |          |
| Joop Klein Wentink  | Țările de Jos | iulie 1928      | iunie 1929      | National Championship 1928–29                                                                    |          |
| Jack Hall           | Anglia        | iulie 1929      | June 1935       | National Championship 1934–35                                                                    |          |
| Sam Wadsworth       | Anglia        | iulie 1935      | iunie 1938      | -                                                                                                |          |
| Jan van den Broek   | Țările de Jos | iulie 1938      | iunie 1942      | -                                                                                                |          |
| Coen Delsen         | Țările de Jos | iulie 1942      | iunie 1945      | -                                                                                                |          |
| Sam Wadsworth       | Anglia        | iulie 1945      | iunie 1951      | KNVB Beker 1949–50, National Championship 1950–51                                                |          |
| Harry Topping       | Anglia        | iulie 1951      | iunie 1952      | -                                                                                                |          |
| Huub de Leeuw       | Țările de Jos | iulie 1952      | iunie 1956      | -                                                                                                |          |
| Ljubiša Broćić      | Iugoslavia    | iulie 1956      | iunie 1957      | -                                                                                                |          |
| George Hardwick     | Anglia        | iulie 1957      | iunie 1958      | -                                                                                                |          |
| Cees van Dijcke     | Țările de Jos | iulie 1958      | iunie 1959      | -                                                                                                |          |
| Ljubiša Bročić      | Iugoslavia    | iulie 1959      | iunie 1960      | -                                                                                                |          |
| Franz Binder        | Austria       | iulie 1960      | iunie 1962      | -                                                                                                |          |
| Bram Appel          | Țările de Jos | iulie 1962      | iunie 1967      | Eredivisie 1962–63                                                                               |          |
| Milan Nikolić       | Iugoslavia    | iulie 1967      | decembrie 1967  | -                                                                                                |          |
| Wim Blokland        | Țările de Jos | decembrie 1967  | iunie 1968      | -                                                                                                |          |
| Kurt Linder         | Germania      | iulie 1968      | iunie 1972      |                                                                                                  |          |
| Kees Rijvers        | Țările de Jos | iulie 1972      | ianuarie 1980   | Eredivisie 1974–75, 1975–76, 1977–78, KNVB Beker 1973–74, 1975–76, UEFA Cup 1977–78              |          |
| Jan Reker           | Țările de Jos | ianuarie 1980   | iunie 1980      | -                                                                                                | [ nb 1 ] |
| Thijs Libregts      | Țările de Jos | iulie 1980      | iunie 1983      | -                                                                                                |          |
| Jan Reker           | Țările de Jos | iulie 1983      | iunie 1986      | Eredivisie 1985–86                                                                               |          |
| Hans Kraay          | Țările de Jos | iulie 1987      | martie 1987     | -                                                                                                |          |
| Guus Hiddink        | Țările de Jos | martie 1987     | iunie 1990      | Eredivisie 1986–87, 1987–88, 1988–89, KNVB Beker 1987–88, 1988–89, 1989–90, European Cup 1987–88 |          |
| Bobby Robson        | Anglia        | iulie 1990      | iunie 1992      | Eredivisie 1990–91, 1991–92                                                                      |          |
| Hans Westerhof      | Țările de Jos | iulie 1992      | iunie 1993      | Super Cup 1992                                                                                   |          |
| Aad de Mos          | Țările de Jos | iulie 1993      | septembrie 1994 | -                                                                                                |          |
| Kees Rijvers        | Țările de Jos | septembrie 1995 | decembrie 1995  | -                                                                                                | [ nb 1 ] |
| Dick Advocaat       | Țările de Jos | decembrie 1994  | iunie 1998      | Eredivisie 1996–97, KNVB Beker 1995–96, Johan Cruijff Shield 1996, 1997                          |          |
| Bobby Robson        | Anglia        | iulie 1998      | iunie 1999      | Johan Cruijff Shield 1998                                                                        |          |
| Eric Gerets         | Belgia        | iulie 1999      | iunie 2002      | Eredivisie 1999–2000, 2000–01, Johan Cruijff Shield 2000, 2001                                   |          |
| Guus Hiddink        | Țările de Jos | iulie 2002      | iunie 2006      | Eredivisie 2002–03, 2004–05, 2005–06, KNVB Beker 2004–05, Johan Cruijff Shield 2003              |          |
| Ronald Koeman       | Țările de Jos | iulie 2006      | octombrie 2007  | Eredivisie 2006–07                                                                               |          |
| Jan Wouters         | Țările de Jos | noiembrie 2007  | decembrie 2007  | -                                                                                                | [ nb 1 ] |
| Sef Vergoossen      | Țările de Jos | ianuarie 2008   | iunie 2008      | Eredivisie 2007–08                                                                               |          |
| Huub Stevens        | Țările de Jos | iulie 2008      | ianuarie 2009   | Johan Cruijff Shield 2008                                                                        |          |
| Dwight Lodeweges    | Țările de Jos | ianuarie 2009   | iunie 2009      | -                                                                                                | [ nb 1 ] |
| Fred Rutten         | Țările de Jos | iulie 2009      | martie 2012     | -                                                                                                |          |
| Phillip Cocu        | Țările de Jos | martie 2012     | iunie 2012      | KNVB Beker 2011–12                                                                               | [ nb 1 ] |
| Dick Advocaat       | Țările de Jos | iulie 2012      | iunie 2013      | Johan Cruijff Shield 2012                                                                        |          |
| Phillip Cocu        | Țările de Jos | iulie 2013      | iunie 2018      | Eredivisie 2014–15, 2015–16, 2017–18, Johan Cruijff Shield 2015, 2016                            |          |
| Mark van Bommel     | Țările de Jos | iunie 2018      | decembrie 2019  | -                                                                                                |          |
| Ernest Faber        | Țările de Jos | decembrie 2019  | aprilie 2020    | -                                                                                                |          |
| Roger Schmidt       | Germania      | aprilie 2020    | iunie 2022      | Johan Cruyff Shield 2021, KNVB Cup 2021–22                                                       |          |
| Ruud van Nistelrooy | Țările de Jos | iulie 2022      | mai 2023        | Johan Cruyff Shield 2022                                                                         |          |
| Peter Bosz          | Țările de Jos | iunie 2023      |                 |                                                                                                  |          |